# Antidesma concinnum
Antidesma concinnum är en emblikaväxtart som beskrevs av Airy Shaw. Antidesma concinnum ingår i släktet Antidesma och familjen emblikaväxter. Inga underarter finns listade i Catalogue of Life.